# Хени Меијер
Хени Меијер (хол. Henny Ingemar Meijer; Парамарибо, 17. фебруар 1962) бивши је холандски фудбалер.

## Каријера
Током каријере играо је за Ајакс, Гронинген, Камбур и многе друге клубове.

## Репрезентација
За репрезентацију Холандије дебитовао је 1987. године.

## Статистика
| Холандија | Холандија | Холандија |
| Год.      | Ута.      | Гол.      |
| --------- | --------- | --------- |
| 1987      | 1         | 0         |
| Укупно    | 1         | 0         |